# Elena Iagăr
Elena Iagăr (née Buhăianu le 16 janvier 1975 à Brașov) est une athlète roumaine, spécialiste des courses de demi-fond.

## Biographie
Elle remporte la médaille d'or du 1 500 mètres lors des Championnats d'Europe en salle 2005 de Paris, en devançant dans le temps de 4 min 03 s 09 sa compatriote Corina Dumbravean et la Française Hind Dehiba. 
En 2008, Elena Iagăr est exclue de l'équipe de Roumanie après avoir fait l'objet d'un contrôle positif à l'EPO.

### Palmarès
| Date | Compétition                    | Lieu        | Résultat | Épreuve |
| ---- | ------------------------------ | ----------- | -------- | ------- |
| 1999 | Championnats du monde          | Séville     | 6e       | 3 000 m |
| 2001 | Universiade                    | Pékin       | 8e       | 1 500 m |
| 2001 | Jeux de la Francophonie        | Ottawa-Hull | 1re      | 1 500 m |
| 2002 | Championnats d'Europe en salle | Vienne      | 2e       | 1 500 m |
| 2003 | Championnats du monde en salle | Birmingham  | 6e       | 1 500 m |
| 2005 | Championnats d'Europe en salle | Madrid      | 1re      | 1 500 m |

### Records
| Épreuve      | Épreuve   | Performance   | Lieu   | Date            |
| ------------ | --------- | ------------- | ------ | --------------- |
| 1 500 mètres | Plein air | 4 min 02 s 90 | Monaco | 19 juillet 2002 |
| 1 500 mètres | Salle     | 4 min 03 s 09 | Madrid | 5 mars 2005     |